# 탤런트 쇼

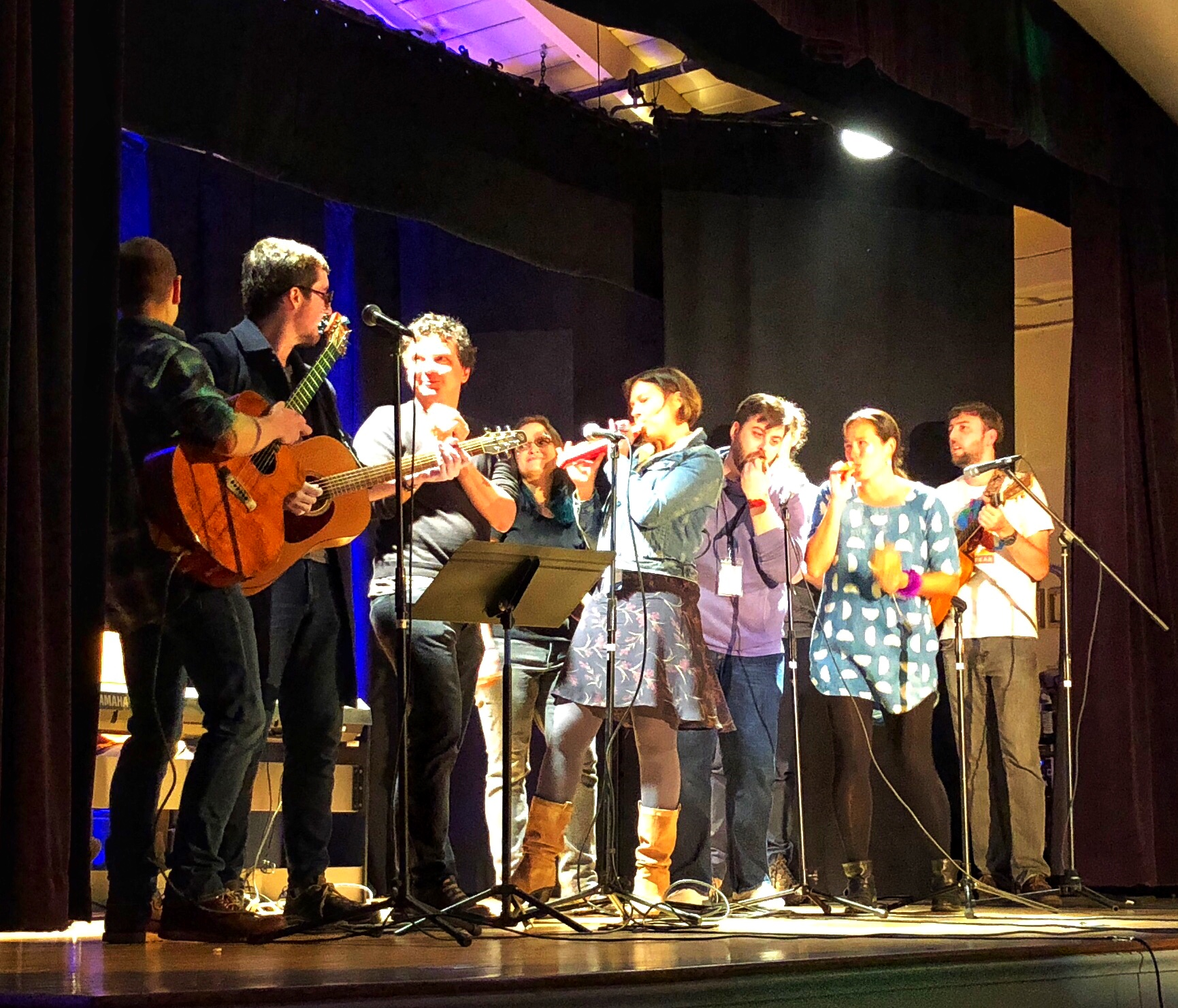
무대에서 노래와 악기를 연주 중인 사람들의 모습.

탤런트 쇼(영어: talent show)는 방송 또는 학교 등지에서 가창, 춤, 악기 연주, 코미디 등 여러 능력을 뽐내는 공연이나 공연과 관련된 일련의 행사를 의미한다. 리얼리티 방송 장르의 일종으로 오디션 프로그램(audition program)이라고 부르기도 한다. 방송이 아닌 다른 곳에서 행하는 것은 주로 장기 자랑(長技-)으로 부른다.

## 방송
1930년대, 프랑스에서는 라디오 시테(Radio-Cité)를 위해 생그라니에(Saint-Granier)와 자크 카네티(Jacques Canetti)가 제작한 《르 크로셰 라디오포니크》(Le Crochet radiophonique)가 존재하였다. 해당 프로그램은 갈고리(crochet)를 이용하여 탈락자를 무대에서 상징적으로 끌어내었는데, 이는 오늘날 라 시갈(La Cigale) 위치에 있었던 파리의 한 카바레에서 관객들에게 야유를 받은 공연자를 무대에서 긴 막대로 잡아당기는 관행에서 아이디어를 얻은 것이었다. 이러한 노래 경연 대회에서 참가자들은 주로 오페라 또는 오페레타나 히트곡 등의 노래를 선곡하였다. 공연은 생중계 또는 녹화 중계되었으며, 파리에 위치한 극장이나 음악 공연장이나 지방을 순회하며 이루어졌다. 예를 들어 또 다른 탤런트 쇼 《도프》(Dop)는 1947년~1948년에는 파리에서, 1950년~1951년에는 라디오 룩셈부르크의 공연장에서 열렸다.
미국에서는 《메이저 보우 아마추어 아워》(Major Bowes Amateur Hour)가 1934년 4월 첫 방영하였다. 메이저 보우(Major Bowes, 1874~1946)가 진행한 이 프로그램은 뉴욕의 라디오 방송국 WHN(오늘날 WEPN)를 거쳐 NBC, CBS 등에서 방영되었다. 보우는 매주 참가자들에 대한 인터뷰를 진행한 뒤 공연을 진행하였으며, 참가자들의 경연 순서를 "운명의 바퀴"(wheel of fortune)를 돌려 임의로 선정하였다. 보우의 진행 보조로 프로그램에 처음 참여한 테드 맥(Ted Mack, 1904~1976)은 이후 1948년 1월 18일 듀몬트 텔레비전 네트워크에서 단독 텔레비전 프로그램을 런칭하였다. 각 에피소드당 보통 여덟 개의 공연이 진행되었으며, 시청자들은 전화나 우편을 통해 자신이 좋아하는 참가자에게 투표하여 우승자를 선택하였다. 우승자는 다음 주에 발표되었으며, 3주 연속 우승한 모든 참가자는 연간 챔피언십 에피소드에 출연하는 방식이었다.
한편 1946년부터 1958년까지 아서 갓프리(Arthur Godfrey)가 진행한 《아서 갓프리의 탤런트 스카우트》(Arthur Godfrey's Talent Scouts)는 진행자나 공연자가 공연 내용에 대해 소개하는 것이 아닌, "탤런트 스카우트"로 부르는 이들이 등장하여 자신들이 '발견'한 공연자들을 대신 소개하였다. 또한 우승자는 투표가 아닌 현장의 박수 소리를 측정하는 박수 측정기를 이용하여 결정되었다. 당시 보우와 갓프리 두 프로그램 모두 라디오와 텔레비전으로 함께 제작되었다.

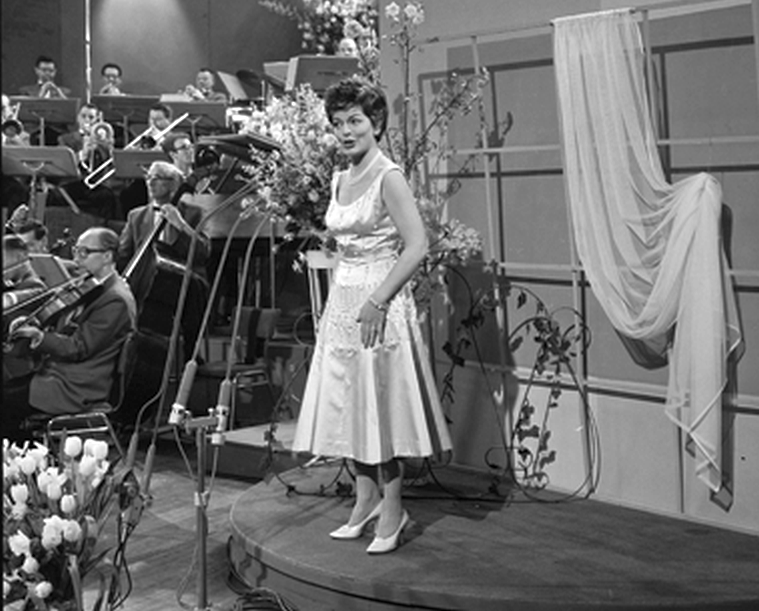
1956년 첫 유로비전 대회에서 우승한 리스 아시아가 1958년 대회에서 공연 중인 모습.

1956년에는 유럽방송연맹 주최로 7개국이 참여한 유로비전 송 콘테스트가 처음 개최되었으며, 라디오와 텔레비전을 통해 여러 국가에 방영되었다. 1960년대에 들어서면서 라디오 탤런트 쇼는 비교적 쇠퇴하였고, 텔레비전을 이용한 제작이 주를 이루게 된다. 1980년대부터는 스튜디오의 반짝이는 무대 바닥에서 이름을 딴, 기존 프로그램보다 조금 가벼운 '샤이니 플로어 쇼'(shiny-floor show)가 유행하였는데, 대표적으로 미국의 《스타 서치》(Star Search, 1983~1995), 영국의 《뉴 페이스》(New Faces, 1973~1988) 등이 있다. 1990년대 영국에서는 일반인이 유명 가수의 목소리를 최대한 모창하는 《스타즈 인 데어 아이즈》(Stars in Their Eyes)와 같은 프로그램도 생겨났다.
21세기 들어 탤런트 쇼는 뉴질랜드의 《팝스타스》, 영국의 《팝 아이돌》 시리즈 등으로 두 번째 부흥을 맞이하였다. 이러한 프로그램들은 전 세계로 프랜차이즈화되며 여러 파생작을 만들어내었는데, 대표적으로는 네덜란드의 《더 보이스》·《스타 아카데미》, 영국의 《더 엑스 팩터》·《갓 탤런트》, 이스라엘의 《라이징 스타》 등이 있다.

### 다른 매체에서
라울 월시가 감독한 미국의 코미디 영화 《8일간의 밤》(Every Night at Eight, 1935)은 가난한 젊은 3명의 여성들이 돈을 벌기 위해 라디오 방송국에서 진행하는 아마추어 노래 경연 대회에 참여하는 이야기를 다루었다.

## 학교
학교에서의 탤런트 쇼는 학생들의 자신감을 키우고 숨겨진 재능을 발견하며, 사회적 기술과 팀워크를 장려하는 데 중요한 역할을 한다. 청소년들은 재능이 있더라도 남들로부터 이를 인정받지 못할 것이라는 두려움을 겪는 경우가 많은데, 탤런트 쇼를 통해 이러한 두려움을 마주하면 자신의 능력에 대한 자신감을 더 빨리 얻을 수 있는 긍정적인 효과를 얻을 수 있다. 미국 샌디에이고에서는 탤런트 쇼를 비행 청소년 예방을 위한 프로그램인 "걸즈 온리!"(Girls Only!)를 개발하였다. 샌디에이고 카운티 지방검찰청과 샌디에이고시 폭력 조직 방지 및 개입위원회(CGPI)가 협력하여 만든 이 프로그램은, 8~12세의 소녀들을 대상으로 하여 스스로를 존중하는 방법과 함께 학대에 빠지지 않는 방법에 대해 교육하며 궁극적으로는 갱단이나 약물 등의 사법 절차에 빠지지 않도록 함에 목표를 두고 있다. 성별, 예술, 건강, 사회 등 여러 분야로 세분화되어 각 학교나 단체에서 쉽게 사용할 수 있도록 구성되어 있다.

## 같이 보기
- 버라이어티 쇼